# 川路利良
川路利良（日语：／ Kawaji Toshiyoshi，1834年6月17日—1879年10月13日），雅号龙泉，又名川路正之进，曾任大警视、警察总长、陆军少将。是日本近代警察制度的奠基者，被后世誉为“日本警察之父”。

## 生平
1834年，出生于萨摩藩鹿兒島郡鹿兒島近在比志島村（今 鹿兒島縣鹿兒島市皆與志町比志島地區）。
1864年，参与禁门之变。
1868年，参加戊辰战争。
1871年，任东京逻卒总长。
1872年，赴欧洲考察警察制度。
1873年，回国后推广警察制度、监狱制度。
1874年，设内务省，建立东京警视厅和全国各府县的警察系统，任大警视。
1875年，扩大警察的职权。
1879年，第二次访问欧洲考察警察制度，在法國巴黎生病咳血接受治療，8月24日搭乘郵輪離開歐洲，10月8日返抵東京，10月13日逝世，享壽45歲，身後葬於青山靈園。

## 登場作品
- 神劍闖江湖 京都大火篇（2014年、演：小市慢太郎）